# Hantaanvirus
Hantaanvirus (Hantaan orthohantavirus) är ett RNA-virus som ingår i familjen hantavirus (Hantaviridae) och i släktet Orthohantavirus, för vilket det är typart.
Viruset är ovalt till sfäriskt RNA-virus med ett tvåskiktat lipidhölje och en diameter omkring 100 nanometer. Karaktäristiskt för hela släktet är cirka 6 nanometer långa utskott på ytan. 
I samband med Koreakriget insjuknade amerikanska soldater i svår blödarfeber med njurengagemang (hemorrhagic fever with renal syndrom, HFRS) och dödlighet omkring 15 %.
Viruset är särskilt utbrett i östra Ryssland, Kina och på Koreahalvön och namnet kommer av floden Hantan, en gränsflod mellan Nord- och Sydkorea. Virusreservoaren utgörs av gnagare inom Apodemus-släktet och när viruset smittar människor kan det orsaka HFRS, som däremot inte smittar vidare människor emellan.